# Inger Helene Nybråten
Inger Helene Nybråten (* 8. Dezember 1960 in Fagernes im Fylke Oppland, Norwegen) ist eine ehemalige norwegische Skilangläuferin, die in den 1980er und 1990er Jahren aktiv war.
Sie gewann bei Olympischen Spielen und Weltmeisterschaften insgesamt neun Medaillen (zwei goldene, drei silberne und vier bronzene), davon acht mit der norwegischen Staffel. Ihre größten Erfolge sind der Weltmeistertitel 1982 und der Olympiasieg 1984. Die einzige Medaille in einem Einzelrennen gewann sie bei der WM 1995, als sie im 15-Kilometer-Rennen Dritte wurde. Das beste Einzelergebnis bei Olympischen Spielen sind fünfte Plätze in den 5-Kilometer-Rennen von 1984, 1992 und 1994.
Im Skilanglauf-Weltcup gewann Nybråten vier Rennen, je eines in den Jahren 1984, 1988, 1991 und 1995. Ihre beste Platzierung in der Weltcup-Gesamtwertung war der vierte Platz in der Saison 1983/84.

## Erfolge

### Olympische Spiele
- 1984 in Sarajevo: Gold mit der Staffel
- 1992 in Albertville: Silber mit der Staffel
- 1994 in Lillehammer: Silber mit der Staffel

### Weltmeisterschaften
- 1982 in Oslo: Gold mit der Staffel
- 1989 in Lahti: Bronze mit der Staffel
- 1991 im Val di Fiemme: Bronze mit der Staffel
- 1993 in Falun: Bronze mit der Staffel
- 1995 in Thunder Bay: Silber mit der Staffel, Bronze über 15 km

### Norwegische Meisterschaften
- 1980: Silber über 20 km
- 1982: Bronze über 5 km, Bronze über 10 km, Bronze über 20 km
- 1983: Silber über 5 km
- 1984: Silber über 5 km
- 1988: Gold über 10 km
- 1989: Gold über 10 km
- 1990: Gold über 5 km
- 1991: Bronze über 5 km, Bronze über 30 km
- 1992: Gold über 30 km, Silber über 5 km, Silber über 10 km
- 1994: Silber über 30 km, Bronze über 10 km
- 1995: Gold über 5 km, Bronze über 15 km

### Weltcupsiege im Einzel
| Nr. | Datum           | Ort         | Disziplin                       |
| --- | --------------- | ----------- | ------------------------------- |
| 1.  | 24. März 1984   | Murmansk    | 10 km Individualstart           |
| 2.  | 9. Januar 1988  | Leningrad   | 10 km klassisch Individualstart |
| 3.  | 12. Januar 1991 | Klingenthal | 15 km klassisch Individualstart |
| 4.  | 28. Januar 1995 | Lahti       | 10 km klassisch Individualstart |

### Weltcup-Gesamtplatzierungen
| Saison  | Platz | Punkte |
| ------- | ----- | ------ |
| 1981/82 | 9.    | 76     |
| 1982/83 | 7.    | 80     |
| 1983/84 | 4.    | 102    |
| 1984/85 | -     | -      |
| 1985/86 | 40.   | 4      |
| 1986/87 | -     | -      |
| 1987/88 | 10.   | 54     |
| 1988/89 | 15.   | 31     |
| 1989/90 | 17.   | 29     |
| 1990/91 | 9.    | 62     |
| 1991/92 | 6.    | 96     |
| 1992/93 | 12.   | 226    |
| 1993/94 | 7.    | 362    |
| 1994/95 | 6.    | 386    |